# 胡塞馬國家公園

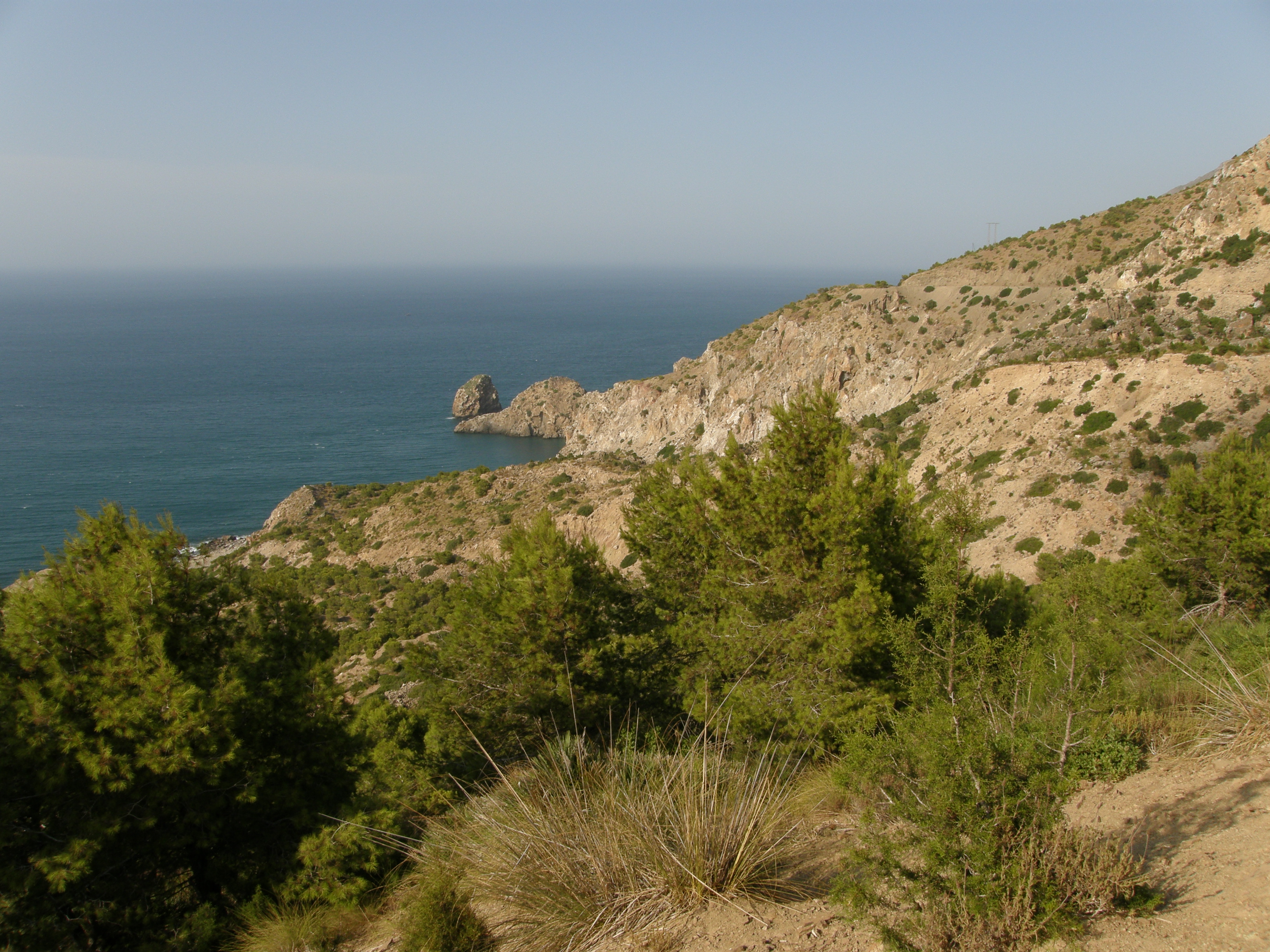

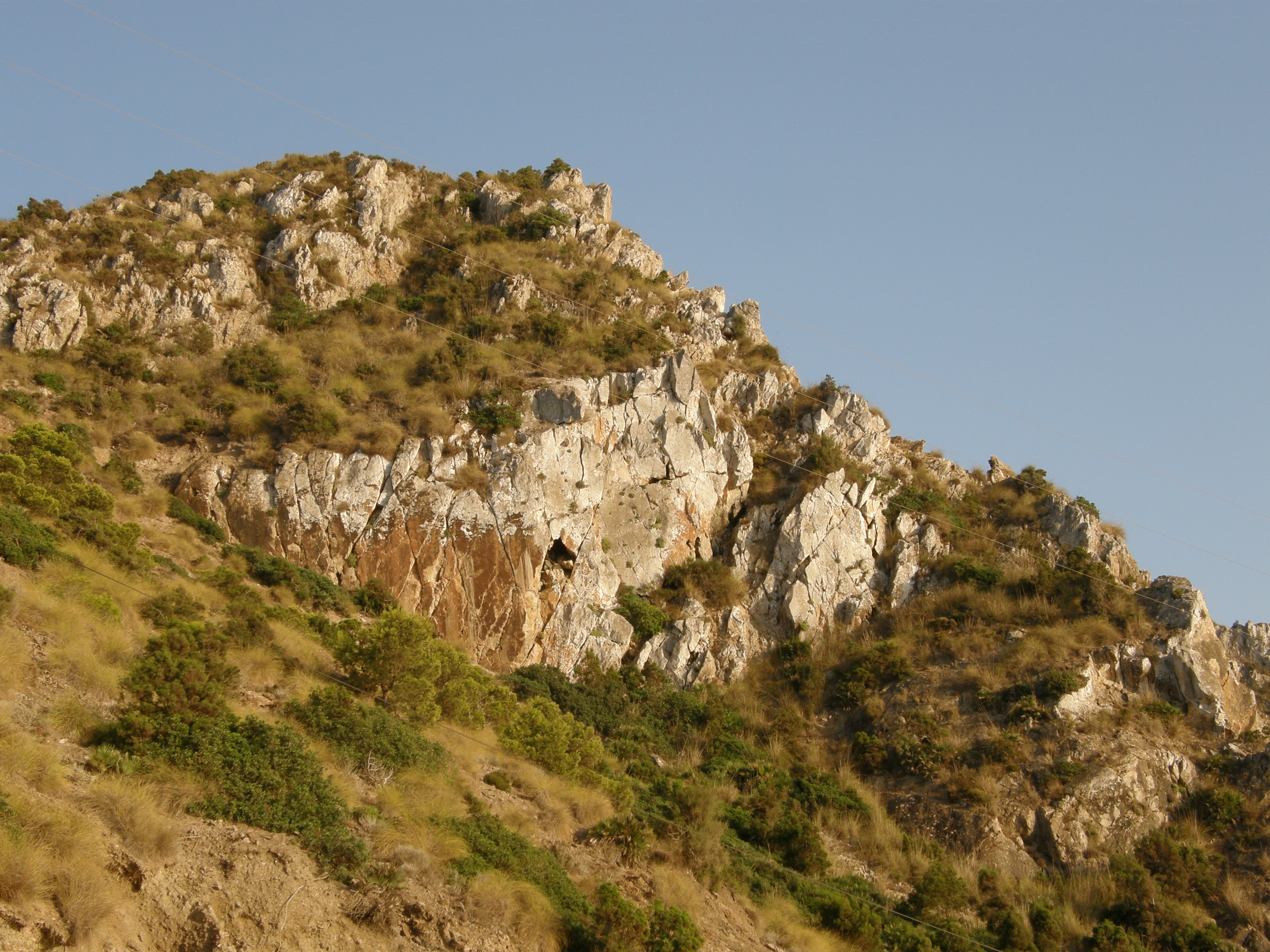

35°14′24″N 3°55′48″W / 35.24000°N 3.93000°W
胡塞馬國家公園（阿拉伯语：‎），是摩洛哥的國家公園，位於該國北部，毗鄰胡塞馬，成立於1942年，面積480平方公里，其中陸地佔284平方公里、海洋佔196平方公里。